# Aarón Escandell Banacloche
Aarón Escandell Banacloche (Carcaixent, País Valencià, 27 de setembre de 1995), conegut simplement com a Aarón, és un futbolista valencià que juga com a porter al Reial Oviedo.

## Carrera esportiva
Aarón va acabar la seva formació amb Màlaga CF. Va fer el seu debut com a sènior amb l'Atlético Malagueño el 15 de setembre de 2013, com a titular, en un 0–0 a fora contra l'Atarfe CF Industrial a Tercera Divisió.
El 8 de desembre de 2013 Aarón va ser convocat per primer cop amb el primer equip, quedant a la banqueta en un empat 3–3 contra el CA Osasuna a la Copa del Rei. Per la temporada 2015–16, va ser la tercera opció a la porteria, darrere de Guillermo Ochoa i Carlos Kameni.

### Granada
El 10 de juliol de 2017, Aarón va marxar a un altre equip filial, el Granada CF B a Segona Divisió B. El següent 6 juny, va signar un nou contracte per dos anys amb el Granada, i fou promogut a l'equip principal en Segona divisió.
Aarón va fer el seu debut com a professional el 13 de setembre de 2018, com a titular en una derrota per 1–2 contra l'Elx CF, a la Copa del Rei. El seu debut en lliga va ocórrer el següent 9 juny, jugant els 90 minuts en una victòria per 2–1 a casa contra l'AD Alcorcón, quan el seu equip ja havia ascendit.
Com a recanvi de Rui Silva, Aarón va debutar a La Lliga el 8 de febrer de 2020, començant com a titular amb una derrota per 1-0 contra l'Atlètic de Madrid. El 10 de desembre, fer el seu debut en un partit de la fase de grups de la Lliga Europa de la UEFA davant el PAOK FC, amb un empat sense gols.
Silva va deixar el Granada l'estiu del 2021 i Aarón va esdevenir el nou porter titular dels primers partits de la la temporada sota el nou entrenador Robert Moreno, malgrat l'arribada d'un altre portuguès, Luís Maximiano. Maximiano, però, va aconseguir el lloc de titular al setembre, sent utilitzat habitualment posteriorment, en una campanya que va acabar en descens.

### Cartagena
El 2 de juliol de 2022, Aarón va signar un contracte de dos anys amb l'FC Cartagena de segona divisió. Va guanyar la titularitat a Marc Martínez com a primera opció durant la temporada, en què va actuar en 36 partits.

### Las Palmas
El 24 de juliol de 2023, Aarón va acordar un contracte de dos anys amb la UD Las Palmas, recentment ascendida a la primera categoria. Com a substitut d'Álvaro Valles durant tota la campanya 2023–24, només va participar en cinc partits en total abans de rescindir el seu contracte el 9 de juliol de 2024.

### Oviedo
El 10 de juliol de 2024, Aarón va fitxar pel Reial Oviedo de segona divisió per dos anys.